# 京王高尾線
高尾線（たかおせん）は、北野駅と高尾山口駅を結ぶ、京王電鉄の鉄道路線。全線が東京都八王子市内を走行する。駅ナンバリングで使われる路線記号はKO。
世界有数の登山客数を誇る高尾山へのアクセス路線であり、他にも北野駅 - 高尾駅間では沿線に広がる住宅街の住民の通勤・通学路線となっている。ほとんどの列車は北野駅から京王線に直通して新宿駅まで至る。京王電鉄の営業路線において、唯一の複線と単線との切り替え区間を有する路線である。

## 路線データ
- 路線距離：8.6 km
  - 全線8.65 kmのうち、御陵線の復活区間が3.76 km、新規建設区間が4.89 km[1]
- 軌間：1372 mm
- 駅数：7駅（起終点駅含む）
- 複線区間：北野駅 - 高尾駅間
- 単線区間：高尾駅 - 高尾山口駅間
- 電化区間：全線（直流1500 V）
- 保安装置：京王ATC、速度制御式
- 最高速度：105 km/h[2]
- 最急勾配：35 ‰（北野駅 - 京王片倉間で横浜線を跨ぐ箇所）[1]
- 最小曲線半径：200 m[1]
  - 全区間のうち、盛土区間2,694 m、切土区間4,040 m、高架橋1,347 m、橋梁120 m、トンネル449 m[1]

## 歴史

### 前史（御陵線）
高尾線の実質的な起源は、関東地方初の皇室墓地である多摩御陵（武蔵陵墓地）への参拝路線として1931年（昭和6年）に開業した「御陵線」である。
御陵線は、路線免許が当時の東八王子駅（現・京王八王子駅）の所在地である明神町からになっている通り、当初は東八王子駅を高架化して、府立第四高等女学校（現東京都立南多摩中等教育学校）の西側で甲州街道をまたぎ、浅川に沿って八王子市街地北部と同市横川町付近を経由し、多摩御陵付近へ京王線を延伸するルート（北回り案）で、参拝者の移動手段だけでなく八王子市街地の乗客を取り込むことをもくろんでいた。
しかし市街地が路線で分断されるとの理由で八王子市議会が反対、また用地買収も進まなかったために、急遽北野駅から分岐して片倉を経由し、国鉄中央本線と甲州街道を高架でオーバークロスして、多摩御陵付近へ至るルート（南回り案）をとった。当時八王子市の南西部は人家も少なく、結果的に京王が大東急に合併された後、第二次世界大戦末期の1945年（昭和20年）1月に不要不急線として御陵線は休止された。
- 1927年（昭和2年）12月13日 - 鉄道免許状下付（八王子市明神町-南多摩郡横山村間）[5]
- 1930年（昭和5年）5月 - 北野駅で分岐する路線変更が認可される
- 1931年（昭和6年）3月20日 - 御陵線として北野 - 御陵前（後の多摩御陵前）間が開業。
- 1945年（昭和20年）1月21日 - 御陵線北野 - 多摩御陵前間休止。
- 1964年（昭和39年）11月26日 ‐ 御陵線山田 - 多摩御陵前間が正式に廃止。

### 高尾線
第二次世界大戦後、1950年代からの日本経済の復興に伴い、東京を中心とする首都圏への人口、産業の集中が進んだことを受け、政府は東京都を中心に、その周辺7県の地域を一体とした広域的かつ総合的な首都圏整備を進めるため、1956年（昭和31年）4月に首都圏整備法を制定した。この法律により工業都市の指定を受けた八王子市は、1950年代後半からは「織物の街」から工業都市として発展がはじまった。御陵線当時人口の少なかった八王子市南西部も人口が増加し、恵まれた環境を求めた各種学校、特に都心のキャンパスが手狭になった上に工場等制限法で近隣での拡張が困難になった、大学の移転も見られるようになった。
大東急から1948年（昭和23年）に独立した京王帝都電鉄は、京王線について既存路線の乗客急増に合わせて車両大型化や架線電圧の1,500 V昇圧など、高速電車への脱皮を進める傍ら、路線価値を高める努力や、路線自体を拡大して周辺住民の取り込みを図っていた。そして1962年（昭和37年）9月から、休止期限が迫る御陵線について活用の検討を始めた。御陵線の線路敷は、休止から20年ほどの期間が経っているとはいえ、用地は京王帝都電鉄の社有地として管理されていた。
- 北野から片倉方面は住宅地化が進み始めており、本線と直通すれば通勤・通学の需要が期待できる。
- 狭間付近には工業地区（狭間工業地区[8]）が設定されており、発展が見込まれる。
- 京王線沿線にはこれといった観光地がないが、八王子市南西部には手ごろな観光地として人気の高まっていた[7]高尾山がある。しかし1962年の時点で高尾山へのアクセスは、国鉄高尾駅か東八王子駅からバスで行くしか手段がなく不便[8]。

といった状況から、京王は通勤・通学路線だけでなく行楽の足としての新線「高尾線」として、御陵線のうち北野 - 山田間を改修・複線化の上で復活させ、山田から先は高尾山まで新たに路線を敷設して建設すること、更に途中駅のめじろ台駅に自社の住宅団地を開発することを決め、着工からわずか1年9か月で全線開業させた。
- 1963年（昭和38年）3月5日　八王子市山田町[注釈 3] - 高尾山口間免許申請（全長4k910m）
- 1964年（昭和39年）6月17日 - 山田 - 高尾山口間免許認可。
- 1965年（昭和40年）
  - 2月 - 工事施工認可。
  - 9月 - 測量開始。
- 1966年（昭和41年）1月 - 高尾山口駅予定地で起工式を行う[10]。
- 1967年（昭和42年）
  - 9月5日 - 5000系6両編成による、試運転を兼ねた試乗列車が運行[11]。
  - 10月1日 - 山田 - 高尾山口間開業。御陵線のうち北野 - 山田間を高尾線として復活。片倉駅を京王片倉駅に改称。特急は高幡不動駅で京王八王子行きと分割併合する運用[注釈 4]と、休日のみ運行のハイキング特急「高尾」で運転開始[9]。
- 1968年（昭和43年）
  - 1月1日 - 高尾山薬王院の迎光祭に合わせ、特急「迎光号」運行。以降は毎年運行。
  - 12月28日 - 高尾駅 - 高尾山口駅間にATSを設置し、使用開始[12]。
- 1972年（昭和47年）11月 - 高尾線内各駅停車が2600系投入で3連化される[13]。
- 1974年（昭和49年）7月 - 路線名を「京王高尾線」から「高尾線」に変更[13]。
- 1975年（昭和50年）10月20日 - 8両編成運転開始（特急・通勤快速の一部）[14]。
- 1977年（昭和52年）11月 - 2600系が引退。2000系・2010系、もしくは5000系などの4両編成が高尾線内各駅停車に使われるようになる[13]。
- 1984年（昭和59年）4月 - 高尾線内各駅停車が6連化される[13]。
- 1992年（平成4年）12月23日 - 急行系列車すべてを10両編成化[14]
- 2001年（平成13年）3月27日 - 準特急の運転開始。
- 2006年（平成18年）1月21日 - 東京都交通局との共同企画で、本八幡 - 高尾山口間に6000系を使用した臨時急行「高尾山 冬そば号」を運行[15][注釈 5]。以降2007年から2015年[16]まで大島 - 高尾山口間で年1回運行。
- 2007年（平成9年）10月1日 - 高尾線開業40周年を迎える。高尾線開業40周年記念ヘッドマークを装着した京王8000系（2007年）

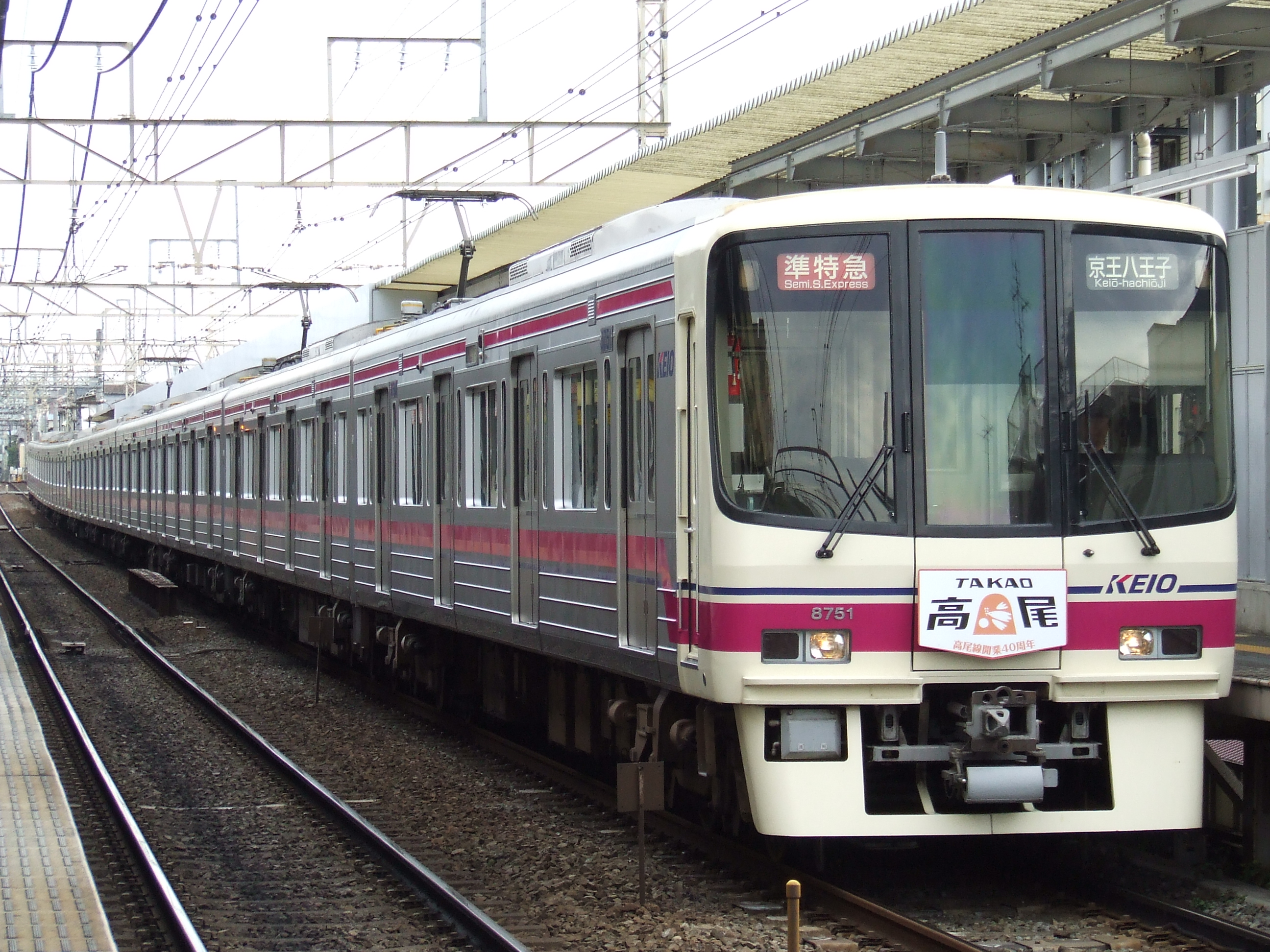
高尾線開業40周年記念ヘッドマークを装着した京王8000系（2007年）

高尾線各駅で写真展などの記念イベントを開催したほか、9000系 (9735F) と8000系 （8801F・8701F） に、行楽特急「高尾」号のヘッドマークを再現した記念ヘッドマークを装着した。また、9000系全編成と6000系 （6723F・6724F） では車内で高尾線の懐かしの写真が展示された。ヘッドマークの掲出は12月10日まで行なわれる予定だったが、11月下旬で打ち切りになった。
- 2008年（平成20年）8月28日 - 平成20年8月末豪雨により、高尾山口 - 高尾間で土砂崩れが発生、高尾山口発高幡不動行上り各駅停車（8000系8728F）の1両目が脱線。乗客はおらず乗務員に負傷者なし。8月30日に全線復旧。運輸安全委員会の調査では雨量規制基準の不明瞭が原因としている。
- 2011年（平成23年）
  - 7月1日 - 同年発生した東日本大震災による電力不足に伴う節電ダイヤ実施で、通勤快速の設定がなくなる。
  - 10月2日 - 自動列車制御装置 (ATC) の使用を開始[17]。
- 2012年（平成24年）8月19日 - 特急の運転が休止。
- 2013年（平成25年）2月22日 - 特急の運転が再開され、準特急は当線内各駅停車となる[18]。夕方から夜にかけて本八幡・大島発各駅停車高尾山口行き（新線新宿 - 調布は急行）が20分間隔で設定[19]。
- 2015年（平成27年）9月30日 - 京王8000系 (8713F) ラッピング電車「高尾山トレイン」登場[20]。
- 2016年（平成28年）2月20日 - 「高尾山冬そば号」が新宿 - 高尾山口間の準特急として、「高尾山トレイン」を使用して運転される[21]。
- 2017年（平成29年）10月1日 - 高尾線開業50周年を迎える。高尾線開業50周年記念ヘッドマークを装着した京王8000系「高尾山トレイン」（2017年）

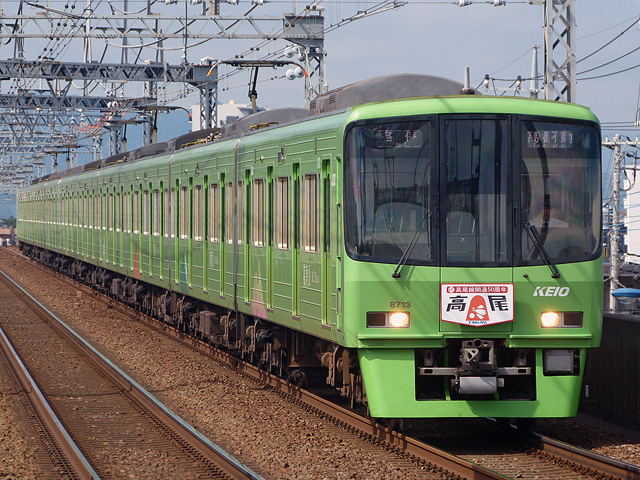
高尾線開業50周年記念ヘッドマークを装着した京王8000系「高尾山トレイン」（2017年）

「高尾山トレイン」に行楽特急「高尾」号のヘッドマークを再現した記念ヘッドマークを装着して運行。
- 2019年（平成31年）1月1日 - 「迎光号」に5000系（2代）を使用し、座席指定列車「京王ライナー迎光号」として運転[22]。
- 2019年（令和元年）10月12日 - 令和元年東日本台風（台風19号）により全線で運転見合わせ。めじろ台 - 狭間間で土砂流入[23]。10月14日に運転再開[24]。
- 2022年（令和4年）3月12日 - ダイヤ改正で準特急と特急を統合、特急の停車駅を従来の準特急の停車駅に変更し、準特急を廃止[25][26]。
- 2025年（令和7年）3月15日 - ダイヤ改正で高尾山口発着の京王ライナーを定期列車として新設[27]。

## 沿線概況
全線が東京都八王子市内を走行する。

### 北野 - めじろ台
高架2面4線の北野駅を発車するとすぐに国道16号八王子バイパスと交差し、京王線を右に分けて直進する。さらにJR東日本の横浜線と交差すると築堤上を走る。その先で国道16号（東京環状）と交差して京王片倉駅へ。切通しに入る辺りで高尾線唯一の踏切を通過し、さらに切通しを行くと山田駅。同駅を発車すると御陵線の廃線跡を右に分けて切り通しを走る。山田駅から約600 mの地点（北野起点3 k760m地点）までが御陵線の復活区間で、以西は新規に建設された区間となる。20年間の休止期間に、御陵線の線路敷には地元住民が多数の横断路を造っており、高尾線復活時には極力除くこととしたが、1か所の踏切が残存した。新線建設部は、道路とはすべて立体交差である。
集合住宅が両側に見えてくると、間もなく現在は2面2線のめじろ台駅に到着する。（開業時は津久井湖方面の延伸計画があり、待避線をもつ2面4線のホームだった。後年、車両の長編成化に伴って待避線は廃止された。）

### めじろ台 - 高尾
めじろ台駅を発車するとしばらく切り通しを抜け、狭間駅に到着する。発車すると高架に入り勾配を下っていく。右側にJR中央線を見るとS字カーブを描き、1面2線の高尾駅に到着する。

### 高尾 - 高尾山口
高尾駅を発車すると複線から単線になり、高架からトンネル（高尾第1隧道、延長331 m）に入る。トンネルを出ると山の迫る風景となる。緩いS字カーブを描いて再びトンネル（高尾第2隧道、延長118 m）へ入り、抜けるとトラス橋（高尾第5架道橋・延長64 m）で国道20号を渡り、高架1面2線の高尾山口駅に到着する。

## 運転
2025年3月15日現在のダイヤで、高尾線内で定期列車として設定されているのはMt.TAKAO号、京王ライナー、特急、急行、区間急行、快速、各駅停車の7種別である。深夜帯を中心に一部の各駅停車が北野駅 - 高尾山口駅間の線内運行となる以外は京王線新宿方面または都営新宿線へ直通運転を行っている（都営新宿線への直通運転は、平日2本・休日1本で上りのみ）。
なお、Mt.TAKAO号と急行は高尾線内に通過駅が設定されているが、高尾線内には待避設備が設置されておらず、高尾線内で先行列車を追い越すことはない。

### 列車種別

#### Mt.TAKAO号
2018年秋季に高尾山の紅葉時期に合わせて臨時列車として初めて運行され、その後2022年3月12日のダイヤ改正で通年土曜・休日に設定されることとなった。

#### 京王ライナー
2019年1月1日に臨時列車京王ライナー「迎光号」として初めて運行され、その後2025年3月15日のダイヤ改正で、定期列車として設定された。

#### 特急
高尾線内は各駅に停車し、すべて京王電鉄の車両で運行される。列車選別装置上では高尾線内は「各駅停車」扱いとなっている。
前身となった準特急は2001年3月27日のダイヤ改定で登場した列車種別であり、2013年2月22日のダイヤ改定以前は旧特急と同じ停車駅で、列車選別装置上では当線内は急行扱いとなっていた。2006年9月1日のダイヤ改定以降は平日の日中のみの運転で1時間おきに3本が運転されており、平日早朝の上り1本と土曜・休日ダイヤでは「京王線内は準特急、高尾線内は各駅停車」となる列車もあった（高尾線内では各駅停車として案内されていた。）。平日早朝の上り1本については2011年の東日本大震災に伴う節電ダイヤで高尾山口発の早朝準特として設定された。
2013年2月22日のダイヤ改定で、高尾線内の全ての駅が準特急の停車駅となり平日の準特急は早朝上り1本以外は特急に置き換わった。これ以降、高尾線内では準特急は土曜・休日ダイヤを中心に京王線新宿駅 - 高尾山口駅間の列車が設定されている。
2022年3月12日のダイヤ改正で旧「特急」と統合され種別名称を準特急から特急に改めた。
2023年3月18日および2024年3月16日のダイヤ改正で特急が減便され、平日上り26本・下り23本、土休日上り36本・下り33本（高幡不動から各駅停車になる列車を含む）の運転となっている。

#### 急行
高尾線内は北野駅・めじろ台駅・高尾駅・高尾山口駅に停車する。
平日朝の通勤時間帯に高尾山口発京王線新宿駅行の上り列車が1本設定されている。
2001年3月27日のダイヤ改定以前は平日の日中や土曜日、行楽オフシーズンの休日における主力な優等種別となっていた。1992年秋から2000年秋までは高幡不動駅で多摩動物公園駅行きと分割・併合する急行も存在した。編成両数は、6000系を使用していた初期は5両、8000系を使用した後期は6両だった。
2022年3月12日のダイヤ改正で、特急が高尾線内各駅停車となったため、引き続き通過運転を行う急行が高尾線での事実上の最上位種別となる。また、平日下り、土休日上りの運転が休止され、都営新宿線からの直通も廃止された。
2023年3月18日のダイヤ改正で、土休日の下り列車が特急に格上げされ、2024年3月16日のダイヤ改正で、平日朝の上り列車1本が区間急行に格下げされ、2025年3月15日のダイヤ改正で、平日朝の上り列車1本が特急に格上げされる形で減便となった。そのため、下り列車で高尾線内を通過運転する列車は「Mt.TAKAO号」および「京王ライナー」のみとなっている。

#### 区間急行・快速
どちらも高尾線内は各駅に停車する。
東日本大震災の発生後、電力不足による2011年7月1日の節電ダイヤから運行休止となっていたが、2013年2月22日のダイヤ改定で復活した。その際、区間急行も通勤快速より改称の上で新設された。2024年3月現在、いずれも平日の朝のみの設定で、区間急行は高尾山口発京王線新宿行き1本、快速は京王線新宿発高尾山口行き2本が設定されている。2015年9月25日のダイヤ改正からは本八幡発快速高尾山口行・高尾山口発快速本八幡行も設定されていたが、2020年2月22日のダイヤ改正で廃止された。
なお、2015年9月25日のダイヤ改正から2020年10月30日のダイヤ修正までは、都営地下鉄の車両（8両編成・10両編成）や9000系30番台の運用で都営新宿線本八幡駅発の区間急行調布行き（2018年2月22日のダイヤ改正からは区間急行高尾山口行き）も設定されていたが、調布から各駅停車に種別変更していたため（西調布・飛田給・武蔵野台・多磨霊園にも停車）、高尾線内は各駅停車として運転されていた。深夜にも高尾山口発桜上水行の区間急行が1本設定されていた。
以前は大晦日から元日にかけて、快速による終夜運転も行われていたが、2011年12月31日の大晦日から翌2012年1月1日の元日にかけての終夜運転では快速の運転は行われなかった。

#### 各駅停車
すべての駅に停車し、高尾線内で最も多く運転される種別である。
1時間あたり3本、平日の朝夕が6本程度運行され、その多くが北野駅で京王八王子駅発着の特急や急行に接続する。多くの列車が新宿駅 - 高尾山口駅間の運転であるが、一部は高幡不動駅で乗り換えとなる（2015年9月25日のダイヤ改正から2020年2月22日のダイヤ改正まではその一部に7000系の6両編成も使用されていた）ほか、2024年3月16日のダイヤ改正以降、平日夕方の一部と全日21時30分以降が原則として線内折り返しとなった。
2013年2月17日までは、北野発着の高尾線の各駅停車が新宿駅 - 北野駅間で準特急として運行する列車があった。2013年2月22日のダイヤ改定で、夕方から20時台までの上り列車と、夜間の下り列車の一部は快速に代替され、また北野駅での接続列車は特急に変更された（2013年2月22日から2015年9月24日までの間のダイヤでは京王線内の特急と準特急の停車駅は同一のため京王八王子駅発着の準特急は存在しなかった）。平日夕方には、本八幡発で、新線新宿駅 - 調布駅間区間急行、都営新宿線内と調布駅 - 高尾山口駅間が各駅停車という列車も設定された。この列車には都営地下鉄の車両と京王電鉄の車両の両方が使われ、折り返しは快速本八幡行となっていた。2020年2月22日のダイヤ改正で、夜間の快速が各駅停車へと変更され、高尾山口駅発着の一部が高尾駅発着に短縮された。また、夜間の都営新宿線直通列車の多くが廃止された。
大晦日から元日にかけての終夜運転では、高尾山薬王院へ初詣する客への便宜を図るため、高尾駅 - 高尾山口駅間の区間列車も運転される。近年の実績としては、午前0時台と1時台に1往復ずつ運転されていることが多い。

### 運行本数
2022年（令和4年）3月12日現在のダイヤで日中1時間あたりの運行本数は、以下のようになっている。
| 種別＼駅名 | 種別＼駅名 | 京王線直通 | 北野 | …   | 高尾山口 |     |
| ---------- | ---------- | ---------- | ---- | --- | -------- | --- |
| 運行範囲   | 特急       | 3本        | 3本  | 3本 | 3本      | 3本 |
| 運行範囲   | 各駅停車   | 3本        | 3本  | 3本 | 3本      | 3本 |

### 廃止された種別

#### 特急（- 2022年3月12日）

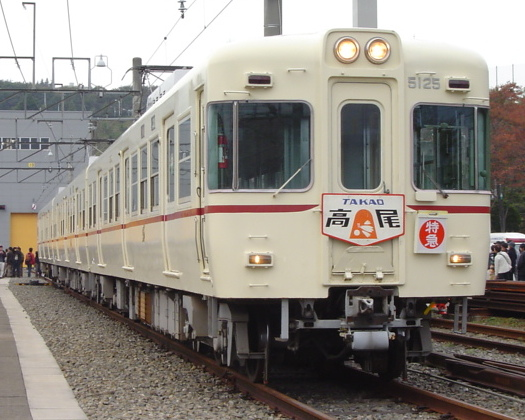
「高尾」ヘッドマークを装着した初代5000系（2004年11月14日、若葉台車両基地にて撮影）

高尾線内は北野駅・めじろ台駅・高尾駅・高尾山口駅に停車し、すべて京王電鉄の車両で運転される。列車選別装置上では当線内は急行扱いとなっていた。
列車選別装置上の特急となっていた「特急」の高尾線内の停車駅はめじろ台駅・高尾駅・高尾山口駅で北野駅は通過していた。その後、2012年8月19日のダイヤ改定で当時唯一の運行であった土曜・休日の新宿駅 - 高尾山口駅間の1往復が準特急へ格下げとなり運行休止となった。2013年2月22日のダイヤ改定では改定以前の準特急と同様の停車駅で再び設定され、高尾線内では北野駅が停車駅に加わった。2015年9月25日のダイヤ改正以降は平日の日中を中心に運転されており、土曜・休日は1往復のみ運転されていた。
2006年春までの土曜・休日のシーズンダイヤでは新宿駅 - 京王八王子駅間の特急と高幡不動駅で分割・併合を行っていた。高尾線直通の編成は、6000系を使用していた1992年春までは下りが後5両（上りは前5両）が、8000系を使用した1992年秋以降は下りは後4両（上りは前4両）が充当されていた。
1992年春までは、新宿駅 - 高尾山口駅間を結ぶ行楽特急「高尾」号も存在した。6000系などを使用し、ヘッドマークを装着していた。
2022年3月12日のダイヤ改正で準特急と統合され準特急が特急に名称を改めたことで廃止された。

#### 準特急
高尾駅発新宿駅着が2020年2月25日から2022年3月11日までの平日朝に1本設定されていた。

#### 通勤快速
通勤快速は2001年のダイヤ改定までは通勤時間帯の主力種別だった。高尾線内は各駅に停車した。開業以来停車駅は急行と同じだったが、1992年5月28日のダイヤ改定から通過駅だった京王片倉・山田・狭間の各駅が停車駅に加わり、東府中駅以西は各駅に停車するようになった。2011年の東日本大震災の発生後に実施した節電ダイヤで通勤快速の設定がなくなり、2013年2月22日のダイヤ改定で区間急行に改称したため消滅した。

## 臨時列車・観光キャンペーン

### 高尾山冬そばキャンペーン

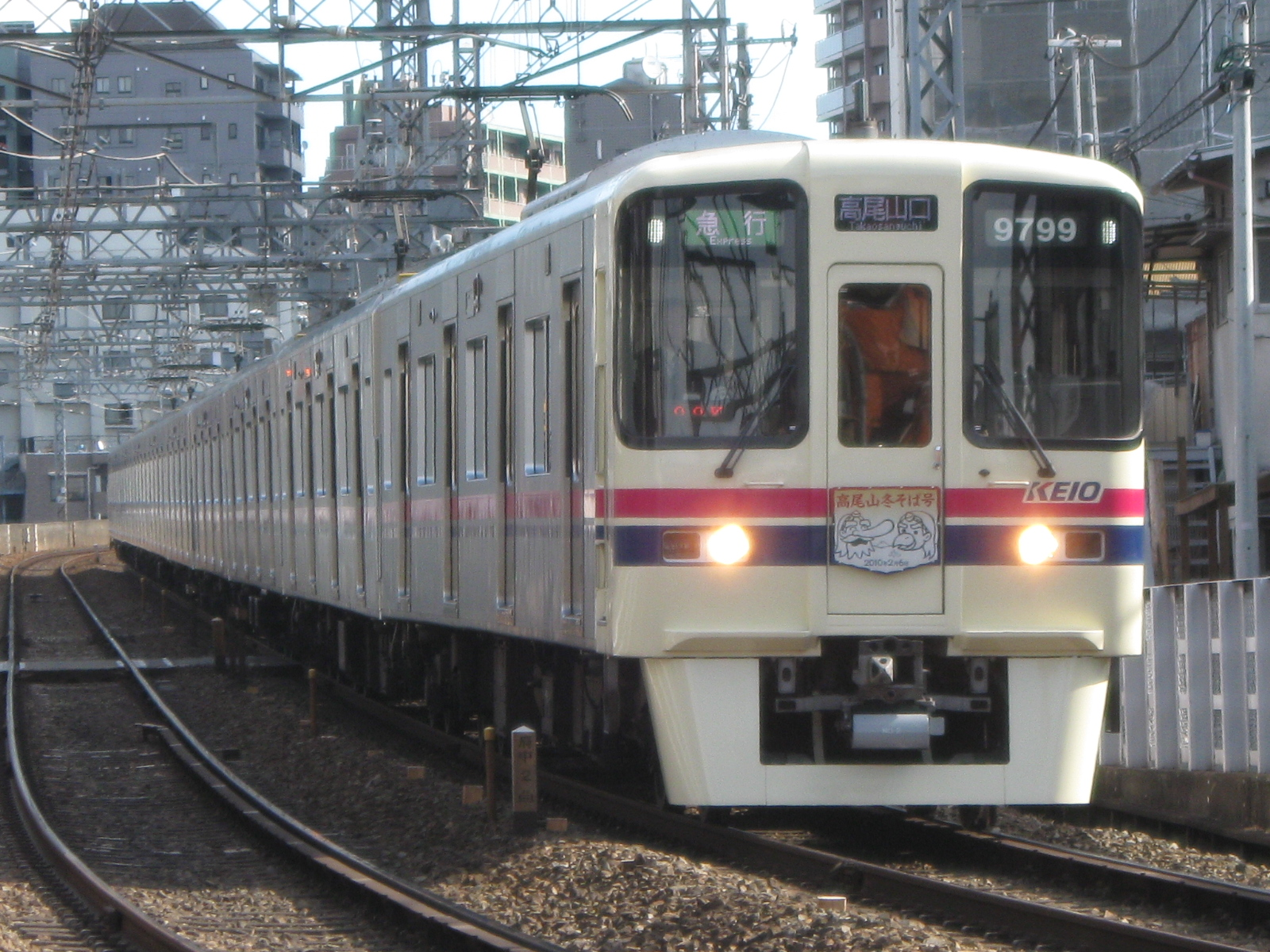
「高尾山冬そば号」ヘッドマークを装着した京王9000系（2010年）

2003年以降、毎年冬季に高尾山の名物とろろそばによる観光客誘致キャンペーン「高尾山冬そばキャンペーン」が実施されている。当初は1月中旬から3月31日にかけて開催していたが、2008年以降は2月から3月上旬の週末に変更されている。また「高尾山冬そばキャンペーン」では高尾登山電鉄（京王グループ）とのタイアップも行っている。
2006年から2015年には臨時急行「高尾山冬そば号」が、大島駅（都営新宿線） - 新線新宿駅 - 高尾山口駅間で運行されていた。2015年2月14日の「高尾山冬そば号」では東京都交通局と共同で「乗車記念オリジナルマイ箸とミニタオルプレゼント」企画が行われ、新宿発の準特急として運用された2016年2月20日の「高尾山冬そば号」には、前年に登場した京王8000系「高尾山トレイン」が充当された。なお「高尾山トレイン」は、2015年10月27日の「京王高尾山温泉 / 極楽湯」開業の際にも特製ヘッドマークを装着して運行されていた。

### 終夜運転
元日深夜の終夜運転時には、各駅停車に加え新宿駅及び都営新宿線方面から高尾山口駅まで臨時列車が運行されている。2018年までは、新宿発の特急列車に「迎光号」、都営新宿線内発の急行列車に「迎光かがやき号」の愛称が与えられていた。2019年は「京王ライナー迎光号」が2本運転され、特急列車は運行されず、急行列車は愛称なしでの運転となった。2020年は「京王ライナー迎春号」として下り4本上り1本が運行されたほか、本八幡発の急行と新宿発の区間急行が1本ずつ運行された。

## 女性専用車
女性専用車は、平日朝7:30 - 9:30に新宿駅に到着する上り特急・急行・区間急行の進行方向先頭車両で実施している（実施区間は全区間）。

## 駅一覧
- 全駅東京都八王子市内に所在。
- 停車駅 … ●：停車、△：新宿方面行きのみ停車、｜：通過。各駅停車・快速・区間急行・特急は全ての駅に停車するため省略。
- 線路 … ||：複線、∨：ここから下は単線、∧：終点（列車交換可能）
- 駅番号は2013年2月22日から順次導入[36]。

| 駅番号 | 駅名       | 駅間キロ | 累計キロ | 累計キロ | 急行 | 京王ライナー | Mt.TAKAO | 接続路線                                                      | 線路 |
| 駅番号 | 駅名       | 駅間キロ | 北野から | 新宿から | 急行 | 京王ライナー | Mt.TAKAO | 接続路線                                                      | 線路 |
| ------ | ---------- | -------- | -------- | -------- | ---- | ------------ | -------- | ------------------------------------------------------------- | ---- |
| KO33   | 北野駅     | -        | 0.0      | 36.1     | ●    | ●            | △        | 京王電鉄： 京王線（各駅停車の一部を除く全列車が新宿方面直通） | \|\| |
| KO48   | 京王片倉駅 | 1.7      | 1.7      | 37.8     | ｜   | ｜           | ｜       |                                                               | \|\| |
| KO49   | 山田駅     | 1.5      | 3.2      | 39.3     | ｜   | ｜           | ｜       |                                                               | \|\| |
| KO50   | めじろ台駅 | 1.1      | 4.3      | 40.4     | ●    | ●            | △        |                                                               | \|\| |
| KO51   | 狭間駅     | 1.5      | 5.8      | 41.9     | ｜   | ｜           | ｜       |                                                               | \|\| |
| KO52   | 高尾駅     | 1.1      | 6.9      | 43.0     | ●    | ●            | △        | 東日本旅客鉄道： 中央線 (JC 24)                               | ∨    |
| KO53   | 高尾山口駅 | 1.7      | 8.6      | 44.7     | ●    | ●            | ●        | 高尾登山電鉄：ケーブルカー（清滝駅）・リフト（山麓駅）        | ∧    |